# Stéphane Brizé
Stéphane Brizé (Rennes, 18 de outubro de 1966) é um cineasta, produtor cinematográfico, roteirista e ator francês.